# Монеточка
Моне́точка (настоящее имя — Елизаве́та Андре́евна Гырды́мова; род. 1 июня 1998, Екатеринбург) — российская певица, автор песен и музыкант. Привлекла внимание СМИ в 2016 году, когда, будучи школьницей, опубликовала в социальной сети свой первый альбом «Психоделический клауд-рэп». Массовую популярность в России певице принёс её первый студийный альбом «Раскраски для взрослых», выпущенный в 2018 году. Всего дискография Монеточки включает три студийных альбома.

## Биография

### Детство, юность, образование
Родилась 1 июня 1998 года в Екатеринбурге. Отец, Андрей Евстигнеевич Гырдымов, по профессии строитель, мать, Елена Александровна Гырдымова, работает в туристической компании. Бабушка Елизаветы имеет белорусские корни.
С детства увлекалась написанием стихов и в подростковом возрасте публиковала своё творчество на сайте Stihi.ru. В 2005 году пошла в первый класс школы № 32 Екатеринбурга с углублённым изучением отдельных предметов (в числе которых музыка и литература), где проучилась 9 лет, получая общее и музыкальное образование по классу фортепиано.
В 2014 году пошла в десятый класс Специализированного учебно-научного центра Уральского федерального университета. Окончив одиннадцать классов, в 2016 году поступила на специальность «продюсирование» во Всероссийский государственный институт кинематографии (ВГИК) в Москве на заочную форму обучения. Причиной, по которой Елизавета выбрала ВГИК, была её любовь к классическому кинематографу. Первую практику проходила в родном Екатеринбурге на телеканале «ЕТВ», где выпускала совместные проекты с поэтессой Сашей Аксёновой.

### Первый альбом и начало карьеры (2015—2017)
В конце 2015 года Елизавета Гырдымова впервые начала записывать и размещать в социальной сети «ВКонтакте» песни собственного сочинения и исполнения под псевдонимом «Монеточка». Композиции были записаны под аккомпанемент синтезатора в домашних условиях. В январе 2016 года она начала выкладывать видео с живым исполнением песен на свой YouTube-канал.
22 января 2016 года Монеточка опубликовала в своём сообществе во «ВКонтакте» свой первый альбом «Психоделический клауд-рэп», состоящий из двенадцати треков. Альбом попал в одно из популярных сообществ соцсети, быстро стал вирусным и привлёк внимание нескольких музыкальных изданий, которые написали статьи о вышедшем альбоме. В феврале 2016 года количество подписчиков в её сообществе во «ВКонтакте» превысило семнадцать тысяч.
Песни «Психоделического клауд-рэпа» журналисты называли «простыми и очень едкими», «удивительно точно отражающими наше время», «остроумными и трогательными» и «нарочито примитивными», а саму Монеточку — «интернет-феноменом» и «интернет-сенсацией». Альбом попал в списки лучших альбомов года по версии «Афиши Daily» и The Flow. Многие журналисты отмечали, что отличительной особенностью песен Монеточки является серьёзность поднимаемых тем — политика, слепое подражание моде, секс и жестокость — при нарочито «детском» исполнении. В качестве одного из неосознанных вдохновений Монеточка называла группу «Сатана Печёт Блины». Сама Монеточка в январе 2016 года так описывала своё творчество:
Я пишу песенки о том, что меня саму смешит и веселит, о том, что я вижу вокруг себя каждый день, а иногда и о том, что мне по-серьёзному не нравится. Вообще, я думала, что такое придётся по вкусу скорее девочкам 15 лет с розовыми волосами, но в итоге на мои песни обращают внимание самые разные люди — даже совсем взрослые.Монеточка
В 2016 году Монеточка совместно с Noize MC записала песню «Чайлдфри», которая вошла в его альбом «Царь горы», вышедший 16 декабря. 1 июня 2017 года вышел видеоклип к песне «Чайлдфри». В январе 2017 года вышел видеоклип к композиции «Ушла к реалисту», которую сама Монеточка на тот момент называла своей лучшей песней.
В 2017 году Монеточка познакомилась с музыкантом Витей Исаевым, и они начали сотрудничать: Исаев писал поп-аранжировки на тексты и мелодии Монеточки. Первой их совместной работой стал сингл «Последняя дискотека», выпущенный 31 октября 2017 года. «Последняя дискотека» ознаменовала отход исполнительницы от «домашнего» звучания и песен под фортепиано к коммерческому звучанию, а видео на него Монеточка назвала своим первым клипом. «Последняя дискотека» вошла в список лучших песен 2017 года портала The Flow.

### Альбом «Раскраски для взрослых» (2018)
25 мая 2018 года Монеточка выпустила свой первый студийный альбом «Раскраски для взрослых», также спродюсированный Исаевым. «Раскраски» стали большим прорывом: альбом достиг первых позиций в чартах iTunes, Apple Music и Google Play, получил широкое освещение в прессе и был в целом положительно принят критикой, став одним из главных русскоязычных альбомов года по версии многих изданий и стриминговых сервисов. Самой известной песней стала «Каждый раз», с которой 28 мая Монеточка выступила на телепередаче «Вечерний Ургант».

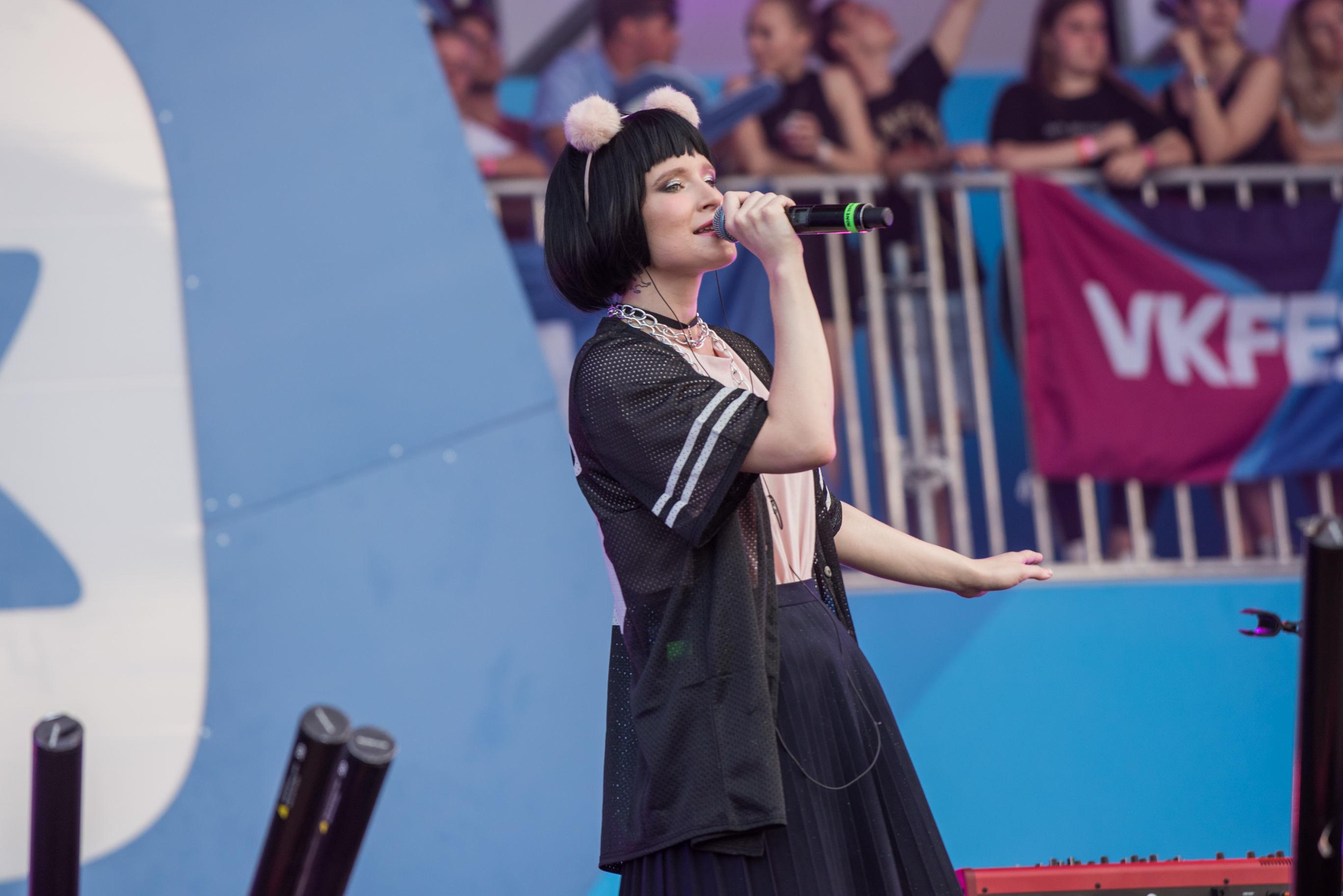
Выступление на VK Fest (2018)

2 июня Монеточка выступила на кинофестивале «Кинотавр» в Сочи. 10 июня певица выступила на фестивале «Боль» в Москве, 28 июля — на VK Fest, а 4 августа — на «Пикнике „Афиши“». В течение июня на некоторых федеральных телеканалах России вышли сюжеты, посвящённые выходу альбома и неожиданной популярности певицы. После выхода «Раскрасок» Монеточка стала одной из главных русскоязычных певиц 2010-х годов. На премии Jager Music Awards в 2018 году Монеточка победила в номинациях «Группа года» и «Сингл года» с песней «Каждый раз».
В 2018 году Монеточка поехала в концертный тур по России. В том же году она выпустила синглы «Люди с автоматами» (совместно со Swanky Tunes и Noize MC), «Не хочу ничего знать» и «Нити ДНК» (совместно с «Куртками Кобейна»). Сингл «Не хочу ничего знать» был выпущен как саундтрек к фильму «Проигранное место». В сентябре 2018 года Монеточка появилась на шоу «Поле чудес» на «Первом канале» в качестве игрока и исполнила там песню «Нет монет» с народным ансамблем. В декабре 2018 года певица приняла участие в двух новогодних шоу «Первого канала»: в передаче «Новогодняя ночь на Первом», где исполнила «Каждый раз», и в шоу «Голубой Ургант», где исполнила песню «На заре» группы «Альянс». Параллельно с этим в виде сингла вышла студийная кавер-версия песни «На заре».

### С 2019 года

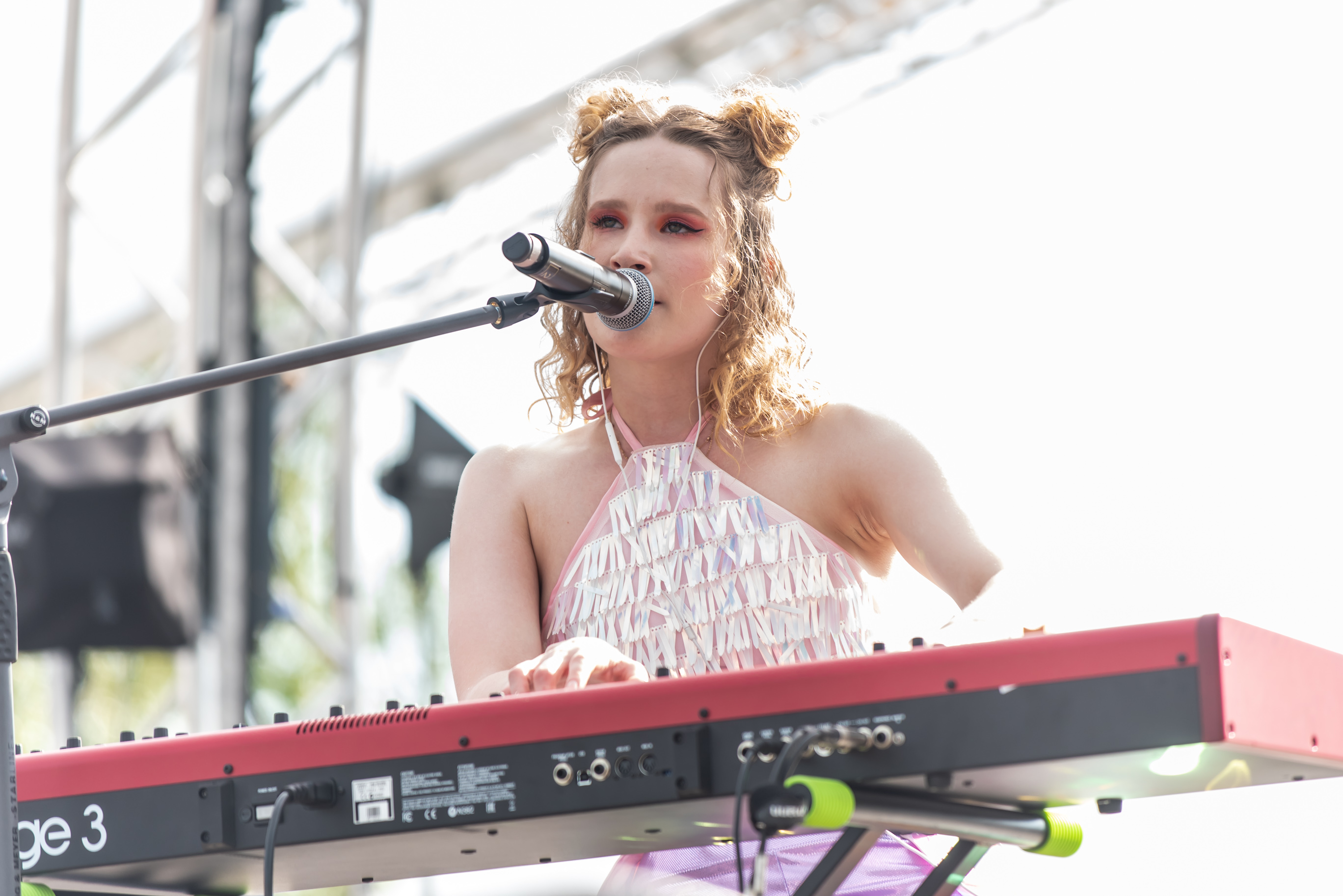
Выступление на VK Fest (2019)

В мае 2019 года Монеточка выпустила сингл и видео «Падать в грязь» и исполнила песню на телепередаче «Вечерний Ургант». В августе 2019 года вышел сингл «Гори гори гори», посвящённый лесным пожарам в Сибири.
2 октября 2020 года Монеточка выпустила второй студийный альбом «Декоративно-прикладное искусство».
11 февраля 2021 года в широкий прокат в России вышел роуд-муви «Родные», в котором Монеточка дебютировала как киноактриса, исполнив одну из главных ролей. В том же году в прокат в России вышел мультфильм студии Pixar «Лука», в котором Монеточка дублировала на русский язык персонажа Джулию. 5 ноября 2021 года вышел трибьют-альбом «200 по встречной» группе «Тату», для которого Монеточка записала кавер-версию песни «Мальчик-гей».
В сентябре 2022 года Noize MC, Монеточка и Витя Исаев создали супергруппу Voices of Peace; первой песней и клипом группы стали «Криокамеры».
13 января 2023 года вышел альбом-сборник «После России» разных исполнителей, для которого Монеточка записала песню «Расстрел» на одноимённое стихотворение Владимира Набокова. В июне 2023 года Монеточка совместно со студией «Либо/Либо» запустила подкаст «Радио Монеточка» на тему жизни подростков.
24 мая 2024 года Монеточка выпустила третий студийный альбом «Молитвы. Анекдоты. Тосты.».

## Отзывы и критика
Музыкальный критик Алексей Мажаев в рецензии на альбом «Психоделический клауд-рэп» на «InterMedia» написал, что «стёб сочетается в текстах Лизы со здравомыслием на грани цинизма», а «отличное владение словом, чувство языка и точное ориентирование в приметах времени приправлены очаровательной наивностью». По мнению музыкального журналиста Александра Горбачёва («Meduza»), несмотря на то, что Монеточка «выстрелила» в качестве интернет-мема, она не разделила шаблонный путь «вспышки» и продолжает держаться на плаву. Сравнивая первые песни певицы из «Психоделического клауд-рэпа» и новые песни «Раскрасок», Горбачёв отмечает, что учёба во ВГИКе не помешала Елизавете заниматься музыкой — напротив, её подход стал более профессиональным. Критик Денис Ступников в своём тексте о певице на сайте «Кирилл и Мефодий» отметил, что Монеточка производит впечатление девушки скромной, но не застенчивой и умеющей вежливо общаться со слушателями.
Альбом «Раскраски для взрослых» привлёк внимание известных исполнителей и критиков. Так, певица Земфира назвала тексты песен Монеточки «отличными», однако голос певицы посчитала «омерзительным». Музыкальный критик Артемий Троицкий назвал песни Гречки и Монеточки «унылыми сиротскими песенками в электричке за милостыню», но отметил, что «у Монеточки хоть грамотные тексты и немного иронии». Борис Барабанов, подводя итоги 2018 года, назвал трек «Каждый раз» одной из 16 главных песен года, и написал, что выпустив альбом «Раскраски для взрослых» Елизавета «сумела сломать рамки независимой сцены и вырваться на поле мейнстрима». Поэтесса Вера Полозкова так высказалась об успехе Монеточки: «Это абсолютно ребёнок тебе рассказывает о том, что вокруг тебя происходит, с такой непримиримостью, с которой ты никогда бы сам не решился. „Я такая мета, мета“… Да, вот это прилипает молниеносно».

### Проверка песни «Чайлдфри» прокуратурой
28 июня 2018 года московский адвокат Сергей Афанасьев сообщил, что прокуратура по его заявлению начала проверку песни «Чайлдфри» Noize MC и Монеточки на предмет, по его мнению, имеющего место в песне призыва подростков к суициду, так как в ней поётся: «Послушай мой совет в формате MP3: не жди, пока состаришься, скорей умри. Жаль, что твои родители не чайлдфри. Гори в аду, в аду гори». Проректор по науке Государственного института русского языка имени А. С. Пушкина Михаил Осадчий сказал следующее: «Если внимательно читать данный текст, то в нём мы увидим не пропаганду самоубийства, не подстрекательство к самоубийству, а высмеивание этого самоубийства, совершённого под влиянием средств массовой информации. Текст, конечно, посвящён отрицательному влиянию на человека информационного поля современного общества».

### Суд со Стасом Костюшкиным
В апреле 2022 года бывший солист группы «Чай вдвоём» Стас Костюшкин отсудил у певицы полмиллиона рублей за песню «Мама, я не зигую», которая напоминала его композицию «Женщина, я не танцую». Изначально сумма искового заявления составляла 900 тысяч рублей, однако суд снизил неустойку. По словам Монеточки, песня является пародией, а не плагиатом, но суд счёл её последним из-за высокого процента заимствования. В сентябре 2022 года появилась информация, что судебные приставы завели дело на Монеточку из-за неоплаченного штрафа; сама исполнительница сообщила, что к этому моменту уже полностью погасила свой долг.

## Рейтинги
В декабре 2016 года в рейтинге The Flow «50 лучших треков-2016» студийный трек певицы «Гоша Рубчинский» занял 11-е место.
В январе 2017 года в рейтинге The Flow «33 лучших отечественных альбома-2016» альбом Монеточки «Психоделический клауд-рэп» занял шестое место. Журналисты «Афиша Daily» составили свой рейтинг «40 альбомов года: выбор „Афиши“», куда входит двадцатка лучших зарубежных и двадцатка лучших отечественных альбомов. В рейтинге отечественных альбомов «Психоделический клауд-рэп» Монеточки оказался на 14-м месте. В декабре 2017 года в рейтинге The Flow «50 лучших треков-2017» песня «Последняя дискотека» заняла 17-е место.
На «Яндекс. Музыке» песня «Нимфоманка» (альбом «Раскраски для взрослых») занимала первое место в общем чарте. Подводя итоги за 2018 год, сервис назвал Монеточку прорывом года, а альбом «Раскраски для взрослых» — российским поп-альбомом года. «VK Музыка» поставил альбом «Раскраски для взрослых» на 4-е место среди «10 самых популярных альбомов», а композицию «Каждый раз» на 21-е место в списке «30 самых популярных треков». Проект The Flow поставил треки Монеточки «Каждый раз» и «90» на первое и двадцатое место соответственно в рейтинге «50 лучших треков 2018 года», а по результатам народного голосования на сайте, альбом «Раскраски для взрослых» занял первое место среди поп-альбомов года и третье место среди главных альбомов 2018 года.
«Раскраски для взрослых» попали в списки главных культурных явлений и главных русскоязычных альбомов 2010-х по версии The Village, а также в списки главных альбомов десятилетия Meduza и главных русскоязычных альбомов десятилетия по версии Time Out.

## Дискография

### Интернет-альбомы
- 2016 — «Психоделический клауд-рэп»[95]

### Студийные альбомы
- 2018 — «Раскраски для взрослых»
- 2020 — «Декоративно-прикладное искусство»
- 2024 — «Молитвы. Анекдоты. Тосты»

### Мини-альбомы
- 2017 — «Я Лиза»
- 2017 — Exclusive[96]

## Фильмография
| Год  |    | Название | Роль            |
| ---- | -- | -------- | --------------- |
| 2021 | ф  | Родные   | Настя           |
| 2021 | мф | Лука     | Джулия (дубляж) |

## Личная жизнь
С декабря 2020 года Монеточка состоит в браке с музыкантом и продюсером Витей Исаевым (Виктором Емелиным). В 2022 году вместе с мужем переехала в Литву. У пары есть двое детей: дочь Нина (род. 17 августа 2022) и сын Пётр (род. 9 января 2024).

## Активизм, взгляды, благотворительность
В августе 2019 года Монеточка выпустила песню «гори гори гори», посвящённую лесным пожарам в Сибири, и анонсировала, что все средства от прослушивания песни на всех стриминговых площадках будут направлены на программу Greenpeace по борьбе с лесными пожарами в России. Певица сообщила, что только по итогам 2019 года на инициативу было направлено 165 тысяч рублей.
В июне 2020 года выпустила видеообращение в поддержку ЛГБТ-людей в России. Монеточка является сторонницей феминизма.
Осудила вторжение России на Украину в феврале 2022 года. В совместном заявлении Noize MC и Монеточки сказано, что они выступают против «чудовищной и бесчестной войны, развязанной российскими властями против Украины». «Мы считаем своим долгом не только открыто заявлять о своём несогласии, но и помогать тем, чью жизнь перечеркнула война». В апреле—мае 2022 года Монеточка и Noize MC провели серию концертов под названием «Voices of Peace» («Голоса мира») в десяти странах Европы, средства от которых направились в польский благотворительный фонд Siepomaga на «медицинскую, продовольственную, правозащитную и прочую гуманитарную помощь» для украинских беженцев. Музыканты сообщили, что по итогам концертов, в благотворительный фонд направилось 340 тысяч евро. 24 февраля 2023 года в Стамбуле был дан 11-й концерт благотворительного тура, на котором было собрано ещё 80 тысяч евро.
20 января 2023 года Министерством юстиции России внесена в список физических лиц — «иностранных агентов». Несмотря на внесение в список, Монеточка отказалась от маркировки своих постов в соцсетях сообщением о статусе «иностранного агента», за что дважды привлекалась к административной ответственности. 6 сентября 2024 года в отношении певицы было возбуждено уголовное дело по ч. 2 ст. 330.1 УК РФ («уклонение от исполнения обязанностей, предусмотренных законодательством РФ об иностранных агентах»). 18 октября 2024 года была объявлена в розыск в России по уголовной статье.
9 декабря 2024 группа профессоров Столичного университета Осло номинировали Монеточку и Noize MC на Нобелевскую премию мира за их благотворительный проект «Voices of Peace».

## Награды и номинации
- 2018 — Премия «Jager Music Awards» в категориях «Группа года» и «Сингл года» («Каждый раз»)[122]; номинация в категории «Видео года» («90»)
- 2018 — Премия «Высшая лига» «Нового Радио»[123]
- 2018 — Номинация на «Российскую национальную музыкальную премию „Виктория“» в категории «Песня года» («Каждый раз»)
- 2019 — Номинация на «Премию „Муз-ТВ“» в категории «Лучший альбом» («Раскраски для взрослых»)
- 2019 — Номинация на премию «Чартова дюжина» в категории «Взлом»[124]
- 2019 — Номинация на премию «Love Radio Awards» в категории «Интернет-артист года»[125]
- 2019 — Номинация на премию «Жара Music Awards» в категориях «Лучший альбом» («Раскраски для взрослых»)[126] и «Прорыв года»[127]
- 2020 — Номинация на премию «Jager Music Awards» в категории «Артист года»[128]
- 2021 — Номинация на премию «Жара Music Awards» в категории «Альбом года» («Декоративно-прикладное искусство»)[129]